# Feldbach, Haut-Rhin
 Feldbach  là một xã thuộc tỉnh Haut-Rhin trong vùng Grand Est, đồng bắc Pháp. Xã này có diện tích 5,02 km², dân số năm 1999 là 452 người. Khu vực này có độ cao trung bình 380 mét trên mực nước biển.